# Блаше, Эрбер
Эрбер Реджинальд Гастон Блаше-Болтон (англ. Herbert Reginald Gaston Blach-Bolton; 5 октября 1882 — 23 октября 1953) — британский и американский режиссёр, продюсер и сценарист.

## Биография
Родился в Лондоне 5 октября 1882 года. В 1907 году женился на кинорежиссёре Алис Ги, которая была руководителем французской кинокомпании Gaumont Film Company. В связи с вступлением в брак Алис пришлось уйти в отставку с поста руководителя Gaumont. Ища новые начинания, пара эмигрировала в Нью-Йорк, где Эрбер вскоре был назначен руководителем кинокомпании Gaumont в Соединенных Штатах. В 1910 году они создали собственную компанию The Solax Company, вместе с Джорджем А. Маги, которая была самой голливудской студией в Америке. Имея новую компанию во Флашинге, Нью-Йорк, Эрбер работал начальником производства, а также кинематографистом. а Алис работала художественным руководителем. В течение двух лет они стали настолько успешными, что они были в состоянии инвестировать более $ 100 000 в новую кинокомпанию в Форт Ли, Нью-Джерси.
Чтобы сосредоточиться на написании и снятии фильмов, в 1914 году Алис сделала мужа президентом Solax. Вскоре после вступления в должность Эрбер запустил свою собственную кинокомпанию. В течение следующих нескольких лет пара сохраняла деловое партнёрство, но с упадком киноиндустрии Восточного побережья в пользу более гостеприимного и экономически эффективного климата в Голливуде, их отношения также закончились. В 1918 Эрбер Блаш оставил жену и детей, чтобы продолжить карьеру в Голливуде с одной из своих актрис. К 1922 они были официально разведены, что побудило Алис продать с аукциона её киностудию, заявляя о банкротстве. Она вернулась во Францию в том же году.
Эрбер снял свой последний фильм в 1929 году.
Эрбер Блаш-Болтон умер 23 октября 1953 в Санта-Монике (США).

## Фильмография
- Мирей / Mireille (1906)
- Дублин Дэн / Dublin Dan (1912)
- Робин Гуд / Robin Hood (1912)
- Девушка в кресле / The Girl in the Arm-Chair (1912)
- Заключенный в гареме / A Prisoner in the Harem (1913)
- Келли с Изумрудного острова / Kelly from the Emerald Isle (1913)
- Тени большого города / Shadows of a Great City (1913)
- Борьба за миллионы / The Fight for Millions (1913)
- Охотничья удача / The Fortune Hunters (1913)
- Звезды Индии / The Star of India (1913)
- Борьба за свободу; или, Сослан в Сибирь / A Fight for Freedom; Or, Exiled to Siberia (1914)
- Крюк и рука / Hook and Hand (1914)
- Грабитель и леди / The Burglar and the Lady (1914)
- Ограбление на миллион долларов / The Million Dollar Robbery (1914)
- Тайна Эдвина Друда / The Mystery of Edwin Drood (1914)
- Искушения сатаны / The Temptations of Satan (1914)
- Колокола / The Chimes (1914)
- Барбара Фритчи / Barbara Frietchie (1915)
- Её собственный путь / Her Own Way (1915)
- Моя Мадонна / My Madonna (1915)
- Сердце окрашенной женщины / The Heart of a Painted Woman (1915)
- Тени большого города / The Shadows of a Great City (1915)
- Убийство Дэна Макгрю / The Shooting of Dan McGrew (1915)
- 1916 — Борьба женщины / A Woman’s Fight
- 1916 — Девушка с зелеными глазами / The Girl with the Green Eyes
- 1916 — Что скажут люди? / What Will People Say?
- 1917 — Мужчина и женщина / A Man and the Woman
- 1917 — Под маской / Behind the Mask
- 1920 — Сильнее смерти